# Jegor Cykalo
Jegor Oleksandrovyč Cykalo (ukrajinsky: Єгор Олександрович Цикало; * 7. září 2001, Bachmut) je ukrajinský fotbalový obránce, který hraje za Ruch Chořov.

## Klubová kariéra
Rodák z východoukrajinského města Bachmut začal s fotbalem v Dynamu Kyjev. Poté hrál v Kolosu Kovalivka. Krátce byl hráčem Tatranu Rakovník.

### FK Kolos Kovalivka
V roce 2020 začal hrát za rezervu Kolosu. Za jednu sezonu odehrál 22 zápasů a vstřelil dvě branky.

### FC Horky nad Jizerou
Mezi lety 2021-2022 hrál za Horky. V Divizi C odehrál 15 zápasů, ve kterých si připsal 5 gólů.

### FK Teplice
V roce 2022 podepsal smlouvu v Teplicích. Nejprve hrál v B-týmu, avšak od sezony 2023/24 je pravidelným hráčem prvního mužstva. Debut v nejvyšší soutěži si připsal dne 13. srpna 2023 proti Sigmě Olomouc, kdy v poločase střídal Jakuba Horu. první branku v A-týmu Teplických si připsal 21. září 2024 proti ostravskému Baníku, když v 90. minutě snižoval na konečný stav 2:3 pro Teplice. Po hostování v Opavě se vrátil, aby 5. prosince 2024 dal vyrovnávací branku v utkání s Plzní v nastavení.

### SFC Opava (hostování)
Dne 13. února odešel na půlroční hostování do Opavy. V opavském dresu odehrál 14 utkání a vrátil se do Teplic.

### Ruch Chořov (hostování)
Na půlroční hostování s možností opce odešel Cykalo na začátku ledna 2025.